# Christine Ohuruogu
Christine Ijeoma Ohuruogu (née le 17 mai 1984 à Londres) est une athlète britannique d'origine nigériane, spécialiste du 400 mètres, championne olympique en 2008 et double championne du monde en 2007 et 2013. Elle est 8 fois médaillée aux championnats du monde.
Elle est l’actuelle détentrice du record du Royaume-Uni de la discipline en 49 s 41.
Elle met un terme à sa carrière le 30 juin 2018.

## Biographie
Née de parents nigérians à Stratford dans l'est de Londres, elle grandit à moins d’un mile du Stade olympique de Londres. Elle étudie la linguistique à l’University College de Londres où elle joue au netball, avant de quitter l’université en 2003 et se concentrer sur l'athlétisme.

### Débuts
En 2003, Ohuruogu remporte une médaille de bronze sur 400 m aux Championnats d'Europe juniors. Elle devient championne AAA sur 400 m en 2004 et atteint les demi-finales des Jeux olympiques d'été de 2004 à Athènes sur 400 m. En relais 4 × 400 m, elle termine quatrième. En 2005, aux Championnats d'Europe espoirs, elle remporte l’argent sur 400 m et en relais 4 × 400 m. Aux championnats du monde de 2005 à Helsinki, elle atteint la demi-finale sur 400 m et termine troisième en relais 4 × 400 m avec Lee McConnell, Donna Fraser et Nicola Sanders.

### Controverse aux Jeux du Commonwealth de 2006
En 2006, elle remporte le titre du 400 m aux Jeux du Commonwealth de Melbourne en 50 s 28, battant en demi-finale et en finale la grande favorite Tonique Williams-Darling. dans l'épreuve du relais 4 × 400 m, Ohurougu est la dernière relayeuse pour l’Angleterre. Au deuxième relais, à 200 m du passage de témoin à la troisième relayeuse, la Jamaïque mène la course devant l’Australie et l’Angleterre. Les règles sont que l’ordre des coureuses au passage de témoin est déterminé par le classement aux 200 m. Ce qui signifie que la Jamaïque devait être à la corde, puis l’Australie et ensuite l’Angleterre. Toutefois entre les 200 et 300 m, l’Anglaise Sanders devance Caitlin Willis, l’Angleterre était ainsi deuxième devant l’Australie à l’approche du troisième relais. L’Anglaise Natasha Danvers-Smith change de place avec l’Australienne Tamsyn Lewis. Dans la dernière ligne droite du second relais, Willis et Sanders courent à nouveau en deuxième et troisième position derrière la Jamaïque. L’Australienne et l’Anglaise changent de ligne, visiblement conscientes des règles. Finalement l’Angleterre remporte cette course. Après une plainte de Tamsyn Lewis auprès des officiels, sa compatriote Jana Pittman soutient les Anglaises, estimant qu’elles avaient gagné justement. Toutefois, après un tour d’honneur et des interviews, l’équipe anglaise est disqualifiée et les Australiennes sont sacrées. La raison invoquée est que les règles ont été enfreintes lorsque Danvers-Smith changea de position avec Lewis, car elle ne devait pas occuper la deuxième mais la troisième. En faisant ainsi, les Anglaises avaient gêné les Australiennes. Pour ajouter à la controverse, les images de vidéosurveillance des athlètes au passage de relais semblaient montrer que Tamsyn Lewis avait demandé à Natasha Danvers-Smith de passer devant elle. Cet élément ne fut pas pris en compte par les officiels et les Anglaises furent bien disqualifiées.

### Suspension pour dopage
Christine Ohuruogu est suspendue pendant les championnats d'Europe en 2006 après avoir manqué trois contrôles antidopage, le premier en octobre 2005 et deux autres en juin 2006. En accord avec les règles de l’IAAF et de la British Olympic Association, elle reçoit une suspension d’une année.

### Titre olympique (2008) puis années difficiles (2009 - 2011)

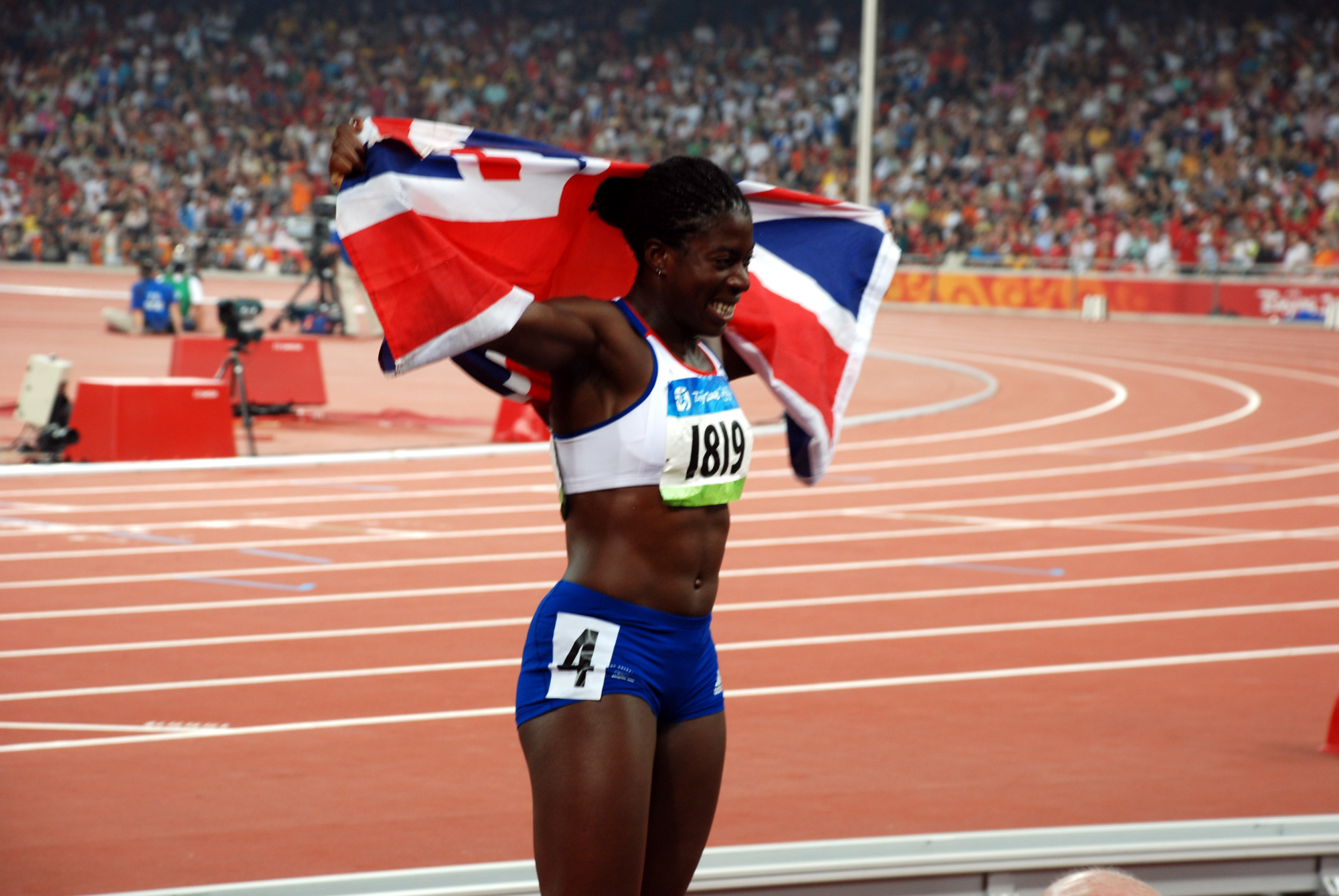
Christine Ohuruogu après sa victoire sur 400 m lors des Jeux olympiques de Pékin, en août 2008.

24 jours après la fin de sa suspension pour dopage, elle revient à la compétition à Osaka en 2007 pour devenir championne du monde sur 400 m, devant sa compatriote Nicola Sanders et la Jamaïcaine Novlene Williams. L’Américaine Sanya Richards, meilleure spécialiste de l’année sur cette distance, échouant lors des sélections américaines. Christine Ohuruogu,Marilyn Okoro, Lee McConnell et Nicola Sanders se classent troisième du relais 4 × 400 m.
En 2008, elle remporte la finale du 400 m des Jeux olympiques de Pékin en 49 s 62, réalisant ainsi sa meilleure performance de l'année, échouant à un centième de seconde de son record personnel réalisé à Osaka l'année précédente. Elle devance Shericka Williams et la grande favorite de l'épreuve Sanya Richards.
En 2009, elle se qualifie pour la finale des championnats du monde de Berlin en signant en demi-finale le temps de 50 s 35, sa meilleure performance de l'année. Elle échoue à la cinquième place en 50 s 21, améliorant ainsi son meilleur chrono de la saison. Avec ses compatriotes du relais 4 x 400 m, Ohuruogu échoue au pied du podium mais récupère la médaille de bronze en 2016 à la suite de la disqualification de la Russie. L'IAAF annonce le 26 juillet 2017 qu'une cérémonie pour remettre la médaille aura lieu le 4 août 2017 pendant les Championnats du monde de Londres.

### 2012: championne du monde en salle et médaille olympique
Après trois années difficiles, Christine Ohuruogu monte en puissance avant les Jeux olympiques de Londres qui ont lieu dans son pays. Elle remporte notamment lors de la saison hivernale le titre mondial du relais 4 x 400 m des championnats du monde en salle d'Istanbul en 3 min 28 s 76.
Vainqueur au Crystal Palace pour le meeting de la ligue de diamant devant la championne du monde en titre Amantle Montsho, elle se qualifie pour la finale du 400 m lors des Jeux. Elle ne parvient à y conserver son titre mais remporte néanmoins une médaille d'argent en 49 s 70, battue par Sanya Richards-Ross vainqueur en 49 s 55. Avec le relais 4 x 400 m, elle se classe 5e.

### 2013: championne du monde pour la seconde fois
En mars 2013, Ohuruogu et ses compatriotes sont sacrées championnes d'Europe en salle à Göteborg sur le relais 4 x 400 m en améliorant le record national, la meilleure performance mondiale de l'année et le record des championnats. Elle devance sur le podium la Russie et la République tchèque. Cette équipe lors des Championnats d'Europe par équipes où elle s'impose.

Le 12 août 2013, lors des championnats du monde de Moscou, Christine Ohuruogu remporte son deuxième titre mondial en devançant Amantle Montsho aux millièmes (0.004 secondes). Avec 49 s 41, elle améliore le record national de Kathy Cook. Par ailleurs, elle remporte une médaille de bronze avec le relais 4 x 400 m.

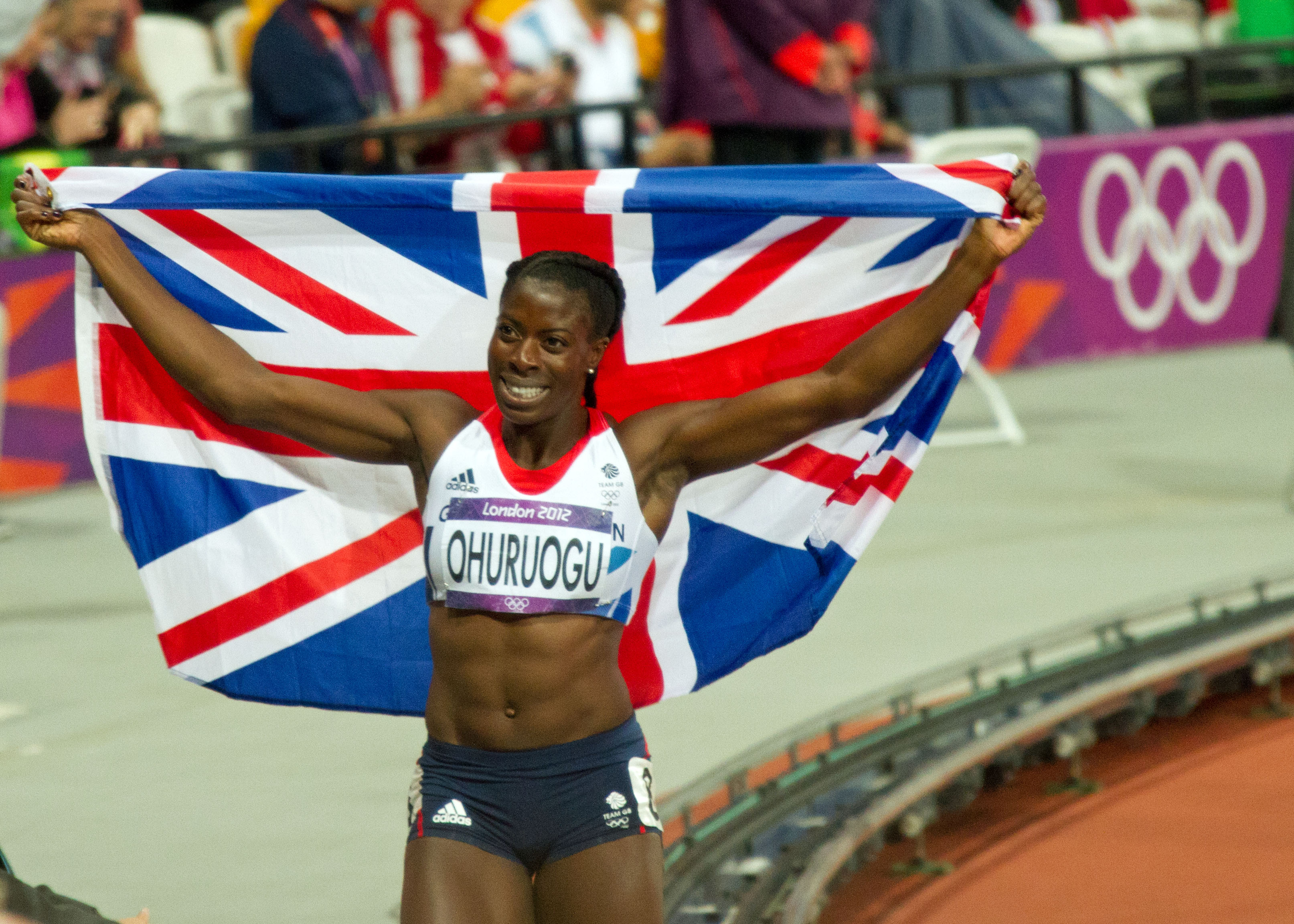
Christine Ohuruogu médaillée d'argent aux Jeux olympiques de 2012 à Londres

### 2014: saison compliquée puis retour en 2015
Plus en retrait après sa médaille de bronze mondiale lors des championnats du monde en salle de Sopot pour causes de blessures, la Britannique parvient malgré tout à se qualifier pour la finale des Championnats d'Europe de Zürich où elle échoue au pied du podium en 51 s 38, temps très modeste, devancée aux millièmes par l'Espagnole Indira Terrero. Peu avant, elle remportait la médaille de bronze des Jeux du Commonwealth de Glasgow.
En août 2015, malgré une saison ponctuée par des blessures, Ohuruogu se qualifie pour la finale des Championnats du monde de Pékin : 2e après 300 m derrière Allyson Felix, la Britannique craque complètement et termine dernière de la finale en 50 s 63. Néanmoins, elle est de nouveau récompensée avec le relais où elle contribue à la médaille de bronze, sa 4e en championnats du monde après 2005, 2007 et 2013.
Le 8 juillet 2016, elle échoue pour la 2de consécutive au pied du podium des Championnats d'Europe d'Amsterdam en 51 s 55, à seulement 8 centièmes du podium complété par sa compatriote Anyika Onuora (51 s 47).

### Retraite sportive (2018)
Le 30 juin 2018, à l'occasion du début des championnats du Royaume-Uni, Christine Ohuruogu annonce mettre un terme à sa carrière sportive. Âgée de 34 ans, elle quitte le monde du sport avec deux médailles olympiques, dont un titre, ainsi qu'avec huit médailles mondiales, dont deux titres individuels en 2007 et 2013.

## Palmarès
| Date | Compétition                       | Lieu           | Résultat | Épreuve   | Temps         |
| ---- | --------------------------------- | -------------- | -------- | --------- | ------------- |
| 2003 | Championnats d'Europe juniors     | Tampere        | 3e       | 400 m     | 54 s 21       |
| 2003 | Championnats d'Europe juniors     | Tampere        | 3e       | 4 x 400 m | 3 min 38 s 96 |
| 2004 | Jeux olympiques                   | Athènes        | 4e       | 4 × 400 m | 3 min 25 s 12 |
| 2005 | Championnats d'Europe espoirs     | Erfurt         | 2e       | 400 m     | 50 s 73       |
| 2005 | Championnats d'Europe espoirs     | Erfurt         | 2e       | 4 × 400 m | 3 min 31 s 64 |
| 2005 | Championnats du monde             | Helsinki       | 3e       | 4 × 400 m | 3 min 24 s 44 |
| 2006 | Jeux du Commonwealth              | Melbourne      | 1re      | 400 m     | 50 s 28       |
| 2007 | Championnats du monde             | Osaka          | 1re      | 400 m     | 49 s 61       |
| 2007 | Championnats du monde             | Osaka          | 3e       | 4 × 400 m | 3 min 20 s 04 |
| 2007 | Finale mondiale                   | Stuttgart      | 3e       | 400 m     | 50 s 20       |
| 2008 | Coupe d'Europe                    | Annecy         | 2e       | 200 m     | 23 s 23       |
| 2008 | Jeux olympiques                   | Pékin          | 1re      | 400 m     | 49 s 62       |
| 2008 | Jeux olympiques                   | Pékin          | 3e       | 4 × 400 m | 3 min 22 s 68 |
| 2008 | Finale mondiale                   | Stuttgart      | 2e       | 400 m     | 50 s 83       |
| 2009 | Championnats d'Europe par équipes | Leiria         | 3e       | 200 m     | 23 s 40       |
| 2009 | Championnats du monde             | Berlin         | 5e       | 400 m     | 50 s 21       |
| 2009 | Championnats du monde             | Berlin         | 3e       | 4 × 400 m | 3 min 25 s 16 |
| 2009 | Finale mondiale                   | Thessalonique  | 6e       | 400 m     | 51 s 42       |
| 2011 | Championnats du monde             | Daegu          | 3e       | 4 × 400 m | 3 min 23 s 63 |
| 2012 | Championnats du monde en salle    | Istanbul       | 1re      | 4 × 400 m | 3 min 28 s 76 |
| 2012 | Jeux olympiques                   | Londres        | 2e       | 400 m     | 49 s 70       |
| 2012 | Jeux olympiques                   | Londres        | 4e       | 4 × 400 m | 3 min 24 s 76 |
| 2013 | Championnats d'Europe en salle    | Göteborg       | 1re      | 4 × 400 m | 3 min 27 s 56 |
| 2013 | Championnats d'Europe par équipes | Gateshead      | 1re      | 4 × 400 m | 3 min 28 s 60 |
| 2013 | Championnats du monde             | Moscou         | 1re      | 400 m     | 49 s 41       |
| 2013 | Championnats du monde             | Moscou         | 2e       | 4 × 400 m | 3 min 22 s 61 |
| 2014 | Championnats du monde en salle    | Sopot          | 3e       | 4 × 400 m | 3 min 27 s 90 |
| 2014 | Relais mondiaux de l'IAAF         | Nassau         | 7e       | 4 × 400 m | 3 min 28 s 03 |
| 2014 | Jeux du Commonwealth              | Glasgow        | 3e       | 4 × 400 m | 3 min 27 s 24 |
| 2014 | Championnats d'Europe             | Zurich         | 4e       | 400 m     | 51 s 38       |
| 2015 | Championnats du monde             | Pékin          | 8e       | 400 m     | 50 s 63       |
| 2015 | Championnats du monde             | Pékin          | 3e       | 4 × 400 m | 3 min 23 s 62 |
| 2016 | Championnats d'Europe             | Amsterdam      | 4e       | 400 m     | 51 s 55       |
| 2016 | Jeux olympiques                   | Rio de Janeiro | 3e       | 4 x 400 m | 3 min 25 s 88 |
| 2017 | Relais mondiaux de l'IAAF         | Nassau         | 4e       | 4 x 400 m | 3 min 28 s 72 |

## Records
| Épreuve | Performance | Lieu    | Date          |
| ------- | ----------- | ------- | ------------- |
| 100 m   | 11 s 35     | Irvine  | 4 mai 2008    |
| 200 m   | 22 s 85     | Hengelo | 1er juin 2009 |
| 400 m   | 49 s 41     | Moscou  | 12 août 2013  |

## Sources
- (en) Cet article est partiellement ou en totalité issu de l’article de Wikipédia en anglais intitulé « Christine Ohuruogu » (voir la liste des auteurs).